# Omnifam
Omnifam era o organizație de caritate fictivă în serialul Alias, condusă de Arvin Sloane. Această organizație era specializată în hrănirea și îngrijirea săracilor.
În sezonul 3, resursele și contactele Omnifam au fost folosite pentru a furniza informații pentru CIA. A mai ieșit la iveală că Sloane a folosit această organizație într-o încercare de a crea o schemă de re-inginerie a evoluției umane. Sloane a mai folosit Omnifam pentru baze de date medicale pentru a-și găsi fiica, Nadia Santos, numită în profeția lui Milo Rambaldi "Pasagerul".
În sezonul 4, Sloane înființează -cu permisiunea CIA- divizia Authorized Personnel Only (APO) și câteodată, împreună cu ceilalți membri ai echipei, se dădeau drept angajați ai organizației Omnifam. 